# Bahnhof Schondorf (Bay)
Der Bahnhof Schondorf (Bay) ist eine Betriebsstelle der Ammerseebahn von Mering über Geltendorf nach Weilheim. Er liegt in der oberbayerischen Gemeinde Schondorf am Ammersee. Täglich halten in Schondorf etwa 50 Züge der Bayerischen Regiobahn (BRB).
Bei seiner Eröffnung am 30. Juni 1898 war er der südliche Endpunkt der aus Mering kommenden Strecke. Mit dem Weiterbau nach Weilheim wurde er am 23. Dezember 1898 zum Durchgangsbahnhof. Das 1898 errichtete und 1934 umgebaute Empfangsgebäude und der Güterschuppen stehen unter Denkmalschutz.

## Lage
Der Bahnhof Schondorf ist der nördlichste Bahnhof am Ammersee und etwa 800 Meter von dessen Ufer entfernt. Er liegt zwischen den beiden durch die Bahnstrecke getrennten Ortsteilen Oberschondorf im Westen und Unterschondorf im Osten. Die beiden ehemals selbstständigen Gemeinden wurden 1970 zur Gemeinde Schondorf am Ammersee zusammengelegt. Das Empfangsgebäude des Bahnhofs steht östlich der Gleise an der Bahnhofstraße und hat die Adresse Bahnhofstraße 45. Dem Empfangsgebäude direkt gegenüber steht das neue Schondorfer Rathaus, das 1970 mit der Zusammenlegung entstand. Im Norden des Bahnhofs befindet sich ein höhengleicher Bahnübergang, der die Staatsstraße 2055 östlich der Gleise mit der Staatsstraße 2346 westlich der Gleise verbindet. Mit einem weiteren Bahnübergang bei Kilometer 30,18 überquert die Staatsstraße 2055, die hier Uttinger Straße heißt, die Strecke südlich des Bahnhofs. Südlich des Empfangsgebäudes verbindet eine Fußgängerunterführung die Bahnhofstraße mit der westlich der Gleise verlaufenden Ringstraße.
Die Ammerseebahn von Mering über Geltendorf nach Weilheim (VzG 5370), an welcher der Bahnhof liegt, ist eine eingleisige und nicht elektrifizierte Hauptbahn. Die Deutsche Bahn führt sie als Kursbuchstrecke 985 Augsburg–Weilheim.

## Geschichte
Erste Pläne zum Bau einer Eisenbahnstrecke von Augsburg über Mering zum Westufer des Ammersees und weiter in Richtung Alpen gab es bereits in den 1870er Jahren. 1886 wurde die Projektierung einer Lokalbahn von Mering über Schondorf nach Dießen genehmigt. Im Herbst 1896 begann das Augsburger Eisenbahnbaukomitee mit dem Bau der als Ammerseebahn bezeichneten Strecke von Mering nach Weilheim. 

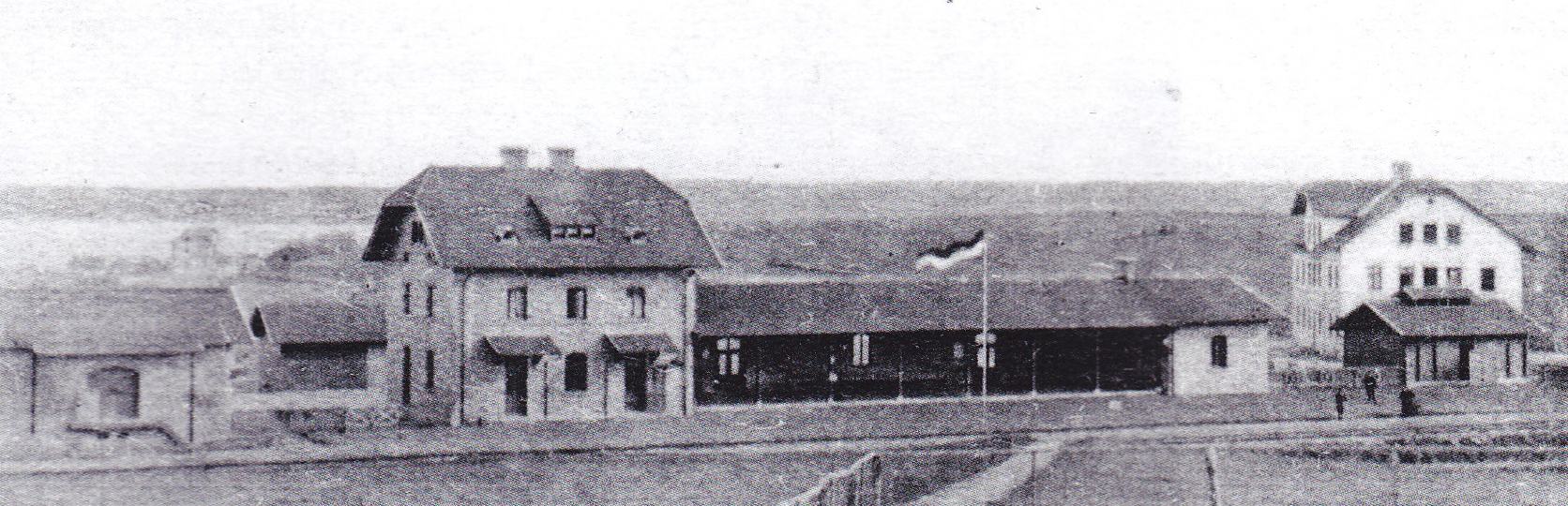
Güterschuppen, Empfangsgebäude und Bahnhofsrestauration 1907

Am 30. Juni 1898 nahmen die Königlich Bayerischen Staatseisenbahnen den Bahnhof Schondorf als südlichen Endpunkt des Ammerseebahn-Abschnittes von Mering nach Schondorf in Betrieb. Gleichzeitig wurde auch der Abschnitt von Dießen nach Weilheim in Betrieb genommen. Zwischen Schondorf und Dießen verkehrten ersatzweise Schiffe über den Ammersee. Mit dem Lückenschluss zwischen Schondorf und Dießen am 23. Dezember 1898 wurde der Bahnhof Schondorf zum Durchgangsbahnhof.
Der Bahnhof erhielt ein gemauertes dreigeschossiges Empfangsgebäude mit Schopfwalmdach, an das südlich eine halboffene Wartehalle anschloss. Außerdem wurde 1898 ein gemauerter Güterschuppen errichtet. In den 1930er Jahren gestaltete die Deutsche Reichsbahn den Bahnhof maßgeblich um. Das Empfangsgebäude wurde 1934 umgebaut, wobei auch die Wartehalle umgestaltet wurde. Im Süden des Bahnhofs entstand eine Fußgängerunterführung, die das westlich der Gleise gelegene Oberschondorf mit dem Bahnhof verbindet. 1938 verlegte die Deutsche Reichsbahn die technischen Einrichtungen, die sich bisher im Freien auf dem Bahnsteig befanden, in einen Stellwerksvorbau auf der Gleisseite des Empfangsgebäudes.
In den 1980er Jahren rüstete die Deutsche Bundesbahn den südlichen Bahnübergang bei Kilometer 30,18 mit einer automatischen Halbschrankenanlage aus und schloss den zugehörigen Schrankenposten. 2005 vereinfachte die Deutsche Bahn die Gleisanlagen des Bahnhofs Schondorf stark und baute alle noch vorhandenen Nebengleise zurück.
Im Jahr 2000 beschloss der Schondorfer Gemeinderat, die beiden Bahnübergänge in der Nordausfahrt des Bahnhofs zu einem Übergang zusammenzulegen. Die Bahnübergänge wurden bisher vom Fahrdienstleiter mittels Schrankenwinden, die sich im Freien vor dem Empfangsgebäude befanden, mechanisch über Seilzüge bedient. Die DB ersetzte sie im Sommer 2012 durch eine vollelektronische Anlage.
Im August 2011 stellte die Gemeinde Schondorf einen Antrag zum Abbruch des denkmalgeschützten Güterschuppens, um dort eine Busspur zu errichten. In einem Bürgerentscheid am 25. Mai 2014 stimmte die Mehrheit der Schondorfer für einen Abriss. Im November 2016 lehnte das Landratsamt Landsberg den Abbruch schließlich ab, da „der Güterschuppen ein geschichtlich und künstlerisch wichtiges Denkmal darstellt“.
Am 11. Januar 2013 entgleiste ein LINT-Triebwagen der BRB bei der Einfahrt in den Bahnhof Schondorf auf der südlichen Weiche. Dabei entstand ein Sachschaden von etwa 300.000 Euro. Der Streckenabschnitt von Schondorf nach Utting blieb bis zum 13. Januar gesperrt.

## Aufbau

### Gebäude

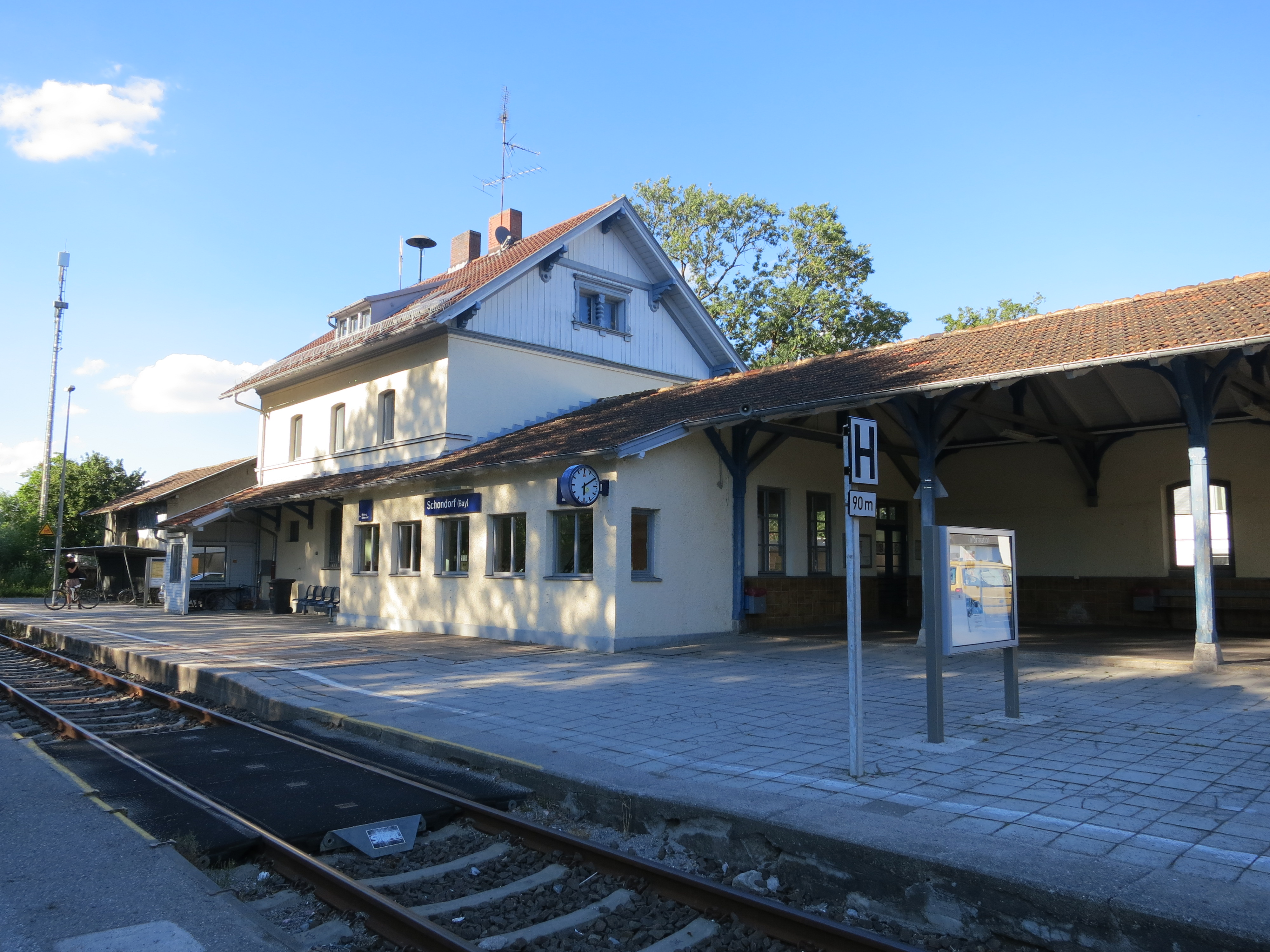
Empfangsgebäude und Wartehalle von der Gleisseite

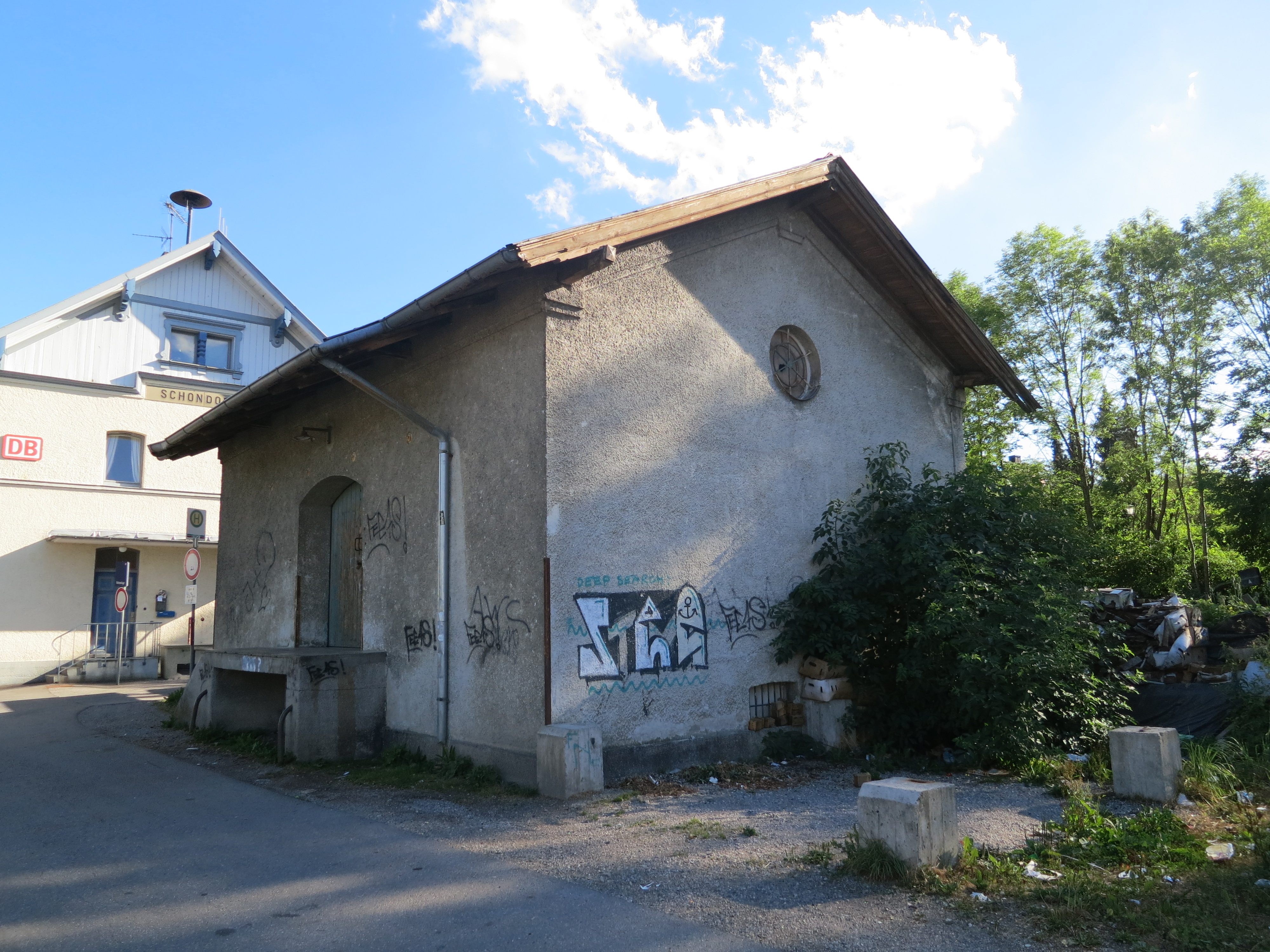
Güterschuppen

Das heute unter Denkmalschutz stehende Schondorfer Empfangsgebäude wurde zur Eröffnung des Bahnhofs 1898 errichtet. 1934 gestaltete die Deutsche Reichsbahn es nach den Vorgaben des Heimatstils vollständig um. Es handelt sich um ein dreigeschossiges traufständiges gemauertes Gebäude mit einer Grundfläche von zehn auf 14 Meter. Es hatte ursprünglich ein Schopfwalmdach, das mit drei Gauben auf der Gleisseite versehen war. Später wurde dieses zu einem Satteldach mit jeweils einer Schleppgaube auf Gleis- und Straßenseite umgebaut. Zwischen den einzelnen Stockwerken befinden sich Geschossgesimse. Die Giebelfelder des Dachgeschosses sind mit Holz verkleidet. Der Fensterstock des Giebelfensters fällt durch seinen gedrechselten Mittelteil auf. An der Südseite des Gebäudes ist eine Sonnenuhr angebracht, in welche die Jahreszahl 1934, das Jahr des Umbaus, integriert ist. Südlich schließt an das Empfangsgebäude ein eingeschossiger Anbau an, der den geschlossenen Warteraum mit Fahrkartenschalter beinhaltet. Südlich davon befindet sich ein ebenfalls eingeschossiges Nebengebäude, das die Bahnhofstoiletten beherbergt. Warteraum und Nebengebäude sind durch eine halboffene Wartehalle mit Satteldach verbunden, die in offener Holzbalkenkonstruktion ausgeführt ist. Wie das Empfangsgebäude stammt die Wartehalle von 1898 und wurde 1934 umgebaut.
Auf der Gleisseite schließt an den Warteraum der Stellwerksvorbau an. Er wurde 1938 errichtet und Anfang der 1990er Jahre aufgrund seiner Baufälligkeit durch einen Neubau ersetzt. Im Stellwerksvorbau befindet sich ein mechanisches Stellwerk der Einheitsbauart 1936, das bis heute (Stand 2018) die Weichen und Signale im Bahnhof stellt. Der Hauptbau des Empfangsgebäudes beinhaltet Diensträume. Im Keller befinden sich die Spannwerke der Weichen und Signale, die Gegengewichte sind aufgrund der geringen Kellerhöhe auf der gegenüberliegenden Gleisseite aufgestellt.
Der Bahnhof Schondorf ist inzwischen die einzige Station auf dem Südast der Ammerseebahn, die noch einen zugänglichen und beheizten Warteraum aufweist. Der zuletzt nur noch zeitweise besetzte Fahrkartenschalter wurde zum 31. Mai 2016 geschlossen.
Nördlich des Empfangsgebäudes steht der als Massivbau ausgeführte Güterschuppen von 1898. Es ist ein eingeschossiges Gebäude mit Satteldach, in gleicher Bauform, wie er in Utting steht und bis 2005 in Geltendorf stand. Wegen der nicht ausreichenden Kapazität wurde er um zwei Holzschuppen verlängert, die 2005 wieder abgerissen wurden. Der heute nicht mehr benutzte Güterschuppen steht unter Denkmalschutz.

### Gleisanlagen

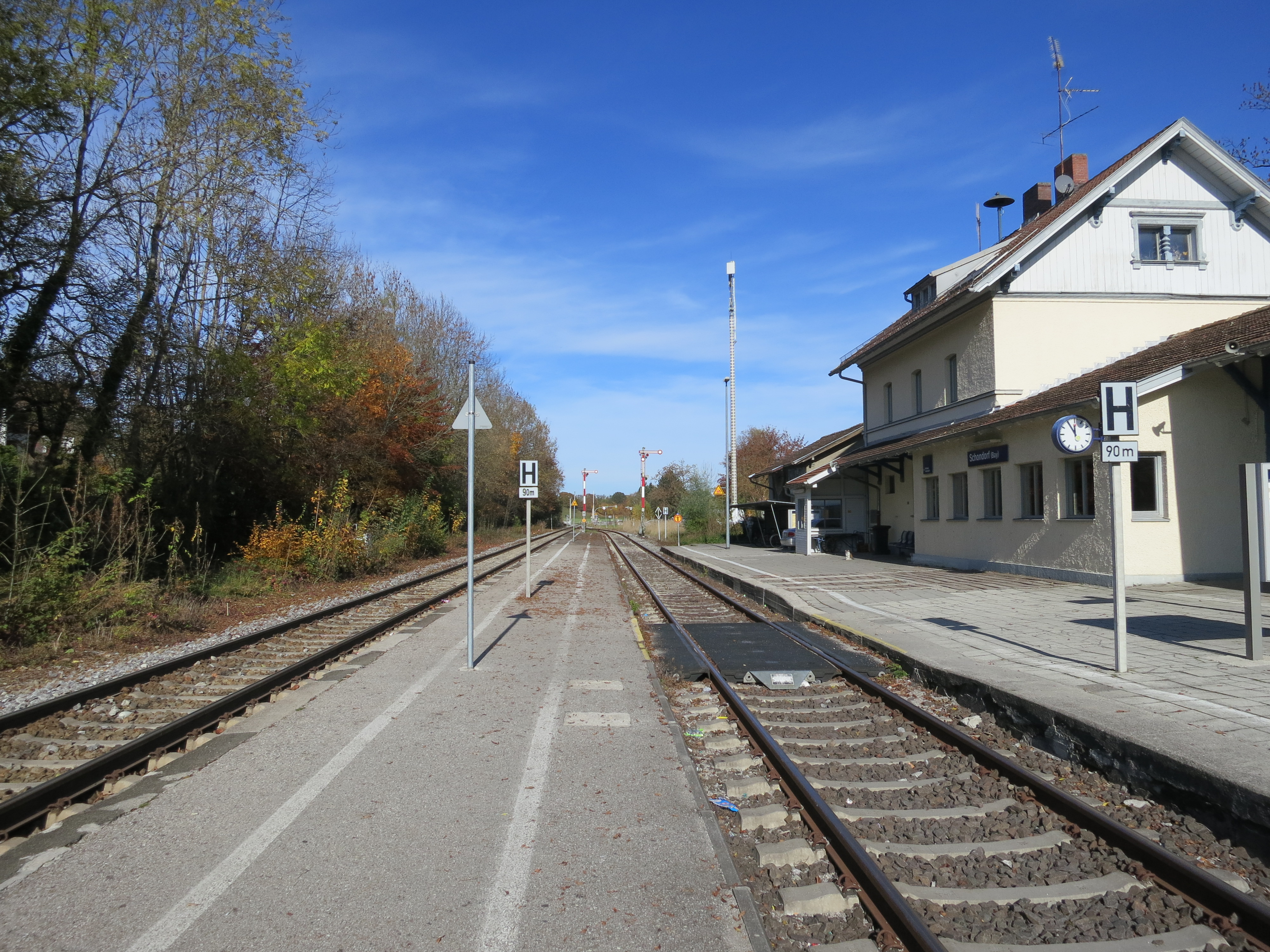
Bahnsteige und Empfangsgebäude

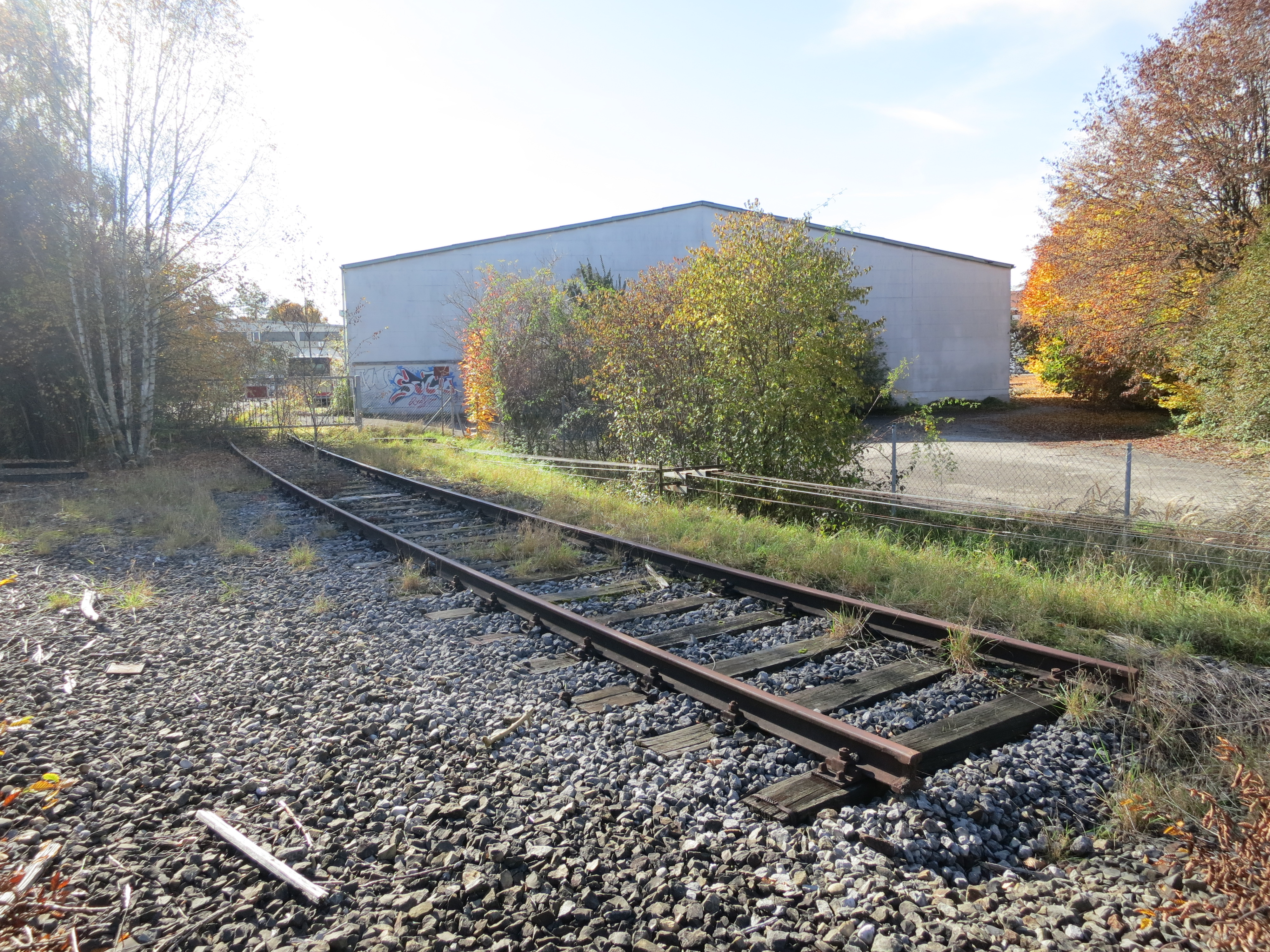
Gleisreste des Anschlussgleises zur Firma Prix

Ursprünglich hatte der Zugkreuzungsbahnhof umfangreiche Gleisanlagen. Gleis 2 war das durchgehende Hauptgleis und lag an einem Mittelbahnsteig. Daneben existierten ein Ausweichgleis (Gleis 1), das am Hausbahnsteig lag, und im Westen das bahnsteiglose Gleis 3 mit einer Laderampe. Von Gleis 3 zweigte ein Anschlussgleis zu einem Leichtbauplattenwerk der Firma Prix ab. Am Güterschuppen befand sich ein in beide Richtungen an Gleis 1 angeschlossenes Ladegleis mit Stutzen. In der Nachkriegszeit baute die Deutsche Bundesbahn an Gleis 3 in Richtung Utting die Weiche aus und installierte einen Prellbock, sodass das Gleis zum Stumpfgleis wurde. In den 1980er Jahren baute die DB das Gleis 3 soweit zurück, das es nur noch als Anbindung des Gleisanschlusses diente. Die Laderampe an Gleis 3 wurde abgerissen. Am Ladegleis wurden die Anbindung in Richtung Norden und der Gleisstutzen abgebaut, sodass es nur noch aus Richtung Utting erreichbar war. Im August 2005 baute die DB die Gleisanlagen weiter zurück. Das Ladegleis und das Anschlussgleis zur Firma Prix wurden abgebaut. Durch Versetzung der Weichen und Signale wurde die nutzbare Gleislänge am Haupt- und Ausweichgleis um etwa ein Drittel verkürzt.
Mit dem durchgehenden Hauptgleis am Mittelbahnsteig und dem Ausweichgleis am Hausbahnsteig hat der Bahnhof noch zwei Gleise. Der Mittelbahnsteig ist über einen höhengleichen Gleisübergang mit dem Hausbahnsteig verbunden. Wegen ihrer geringen Höhe von 22 cm sind die Bahnsteige nicht barrierefrei. Der Bahnhof verfügt bis heute über Formsignale, die von einem mechanischen Stellwerk aus gesteuert werden.
| Gleis | Nutzbare Länge | Bahnsteighöhe | Nutzung                                              |
| ----- | -------------- | ------------- | ---------------------------------------------------- |
| 1     | 111 m          | 16 cm         | einzelne Züge in der morgendlichen Hauptverkehrszeit |
| 2     | 196 m          | 16 cm         | Züge in Richtung Geltendorf und Weilheim             |

## Verkehr

### Personenverkehr
Ab dem 24. Dezember 1898 hielten durchgehende Personenzüge zwischen Mering und Weilheim am Bahnhof Schondorf. Ab der Erhebung der Ammerseebahn zur Hauptbahn im Jahr 1913 bedienten auch Eilzüge den Schondorfer Bahnhof. So hielten 1914 täglich fünf Personenzüge von Augsburg nach Weilheim, einer von Geltendorf nach Weilheim sowie ein Eilzug von Augsburg nach Garmisch-Partenkirchen. Mit dem Anstieg des Verkehrsaufkommens in den 1930er Jahren erhöhte die Deutsche Reichsbahn das Zugangebot. 1934 fuhren acht Regionalzüge auf der Strecke, davon fünf Personenzüge und drei Eilzüge. Im Zweiten Weltkrieg und der Nachkriegszeit ging das Verkehrsaufkommen stark zurück, die Eilzüge verschwanden 1943 ganz.
Erst ab den 1950er Jahren fuhren wieder Eilzüge auf der Ammerseebahn. So hielten 1955 in Schondorf neun Personenzüge von Augsburg nach Weilheim, einer von Geltendorf nach Weilheim und zwei Eilzüge von Augsburg nach Garmisch-Partenkirchen. An Wochenenden setzte die DB für den Ausflugsverkehr zum Ammersee einen zusätzlichen Badezug von Augsburg nach Dießen ein. Die Bedeutung des Bahnhofs im Ausflugsverkehr blieb jedoch aufgrund der großen Entfernung zum Ammerseeufer hinter den Bahnhöfen von Utting, Riederau und Dießen zurück. In den folgenden Jahren blieben die Zugzahlen weitgehend konstant und pendelten zwischen 11 und 13. Infolge von Rationalisierungen ersetzte die DB in den 1980er Jahren viele Nahverkehrszüge durch Eilzüge. So wurde der Bahnhof 1990 von vier Nahverkehrszügen und acht Eilzügen bedient. Mit dem Werdenfels-Takt führte die Deutsche Bahn zum Sommerfahrplan 1995 den Stundentakt auf der Ammerseebahn ein.

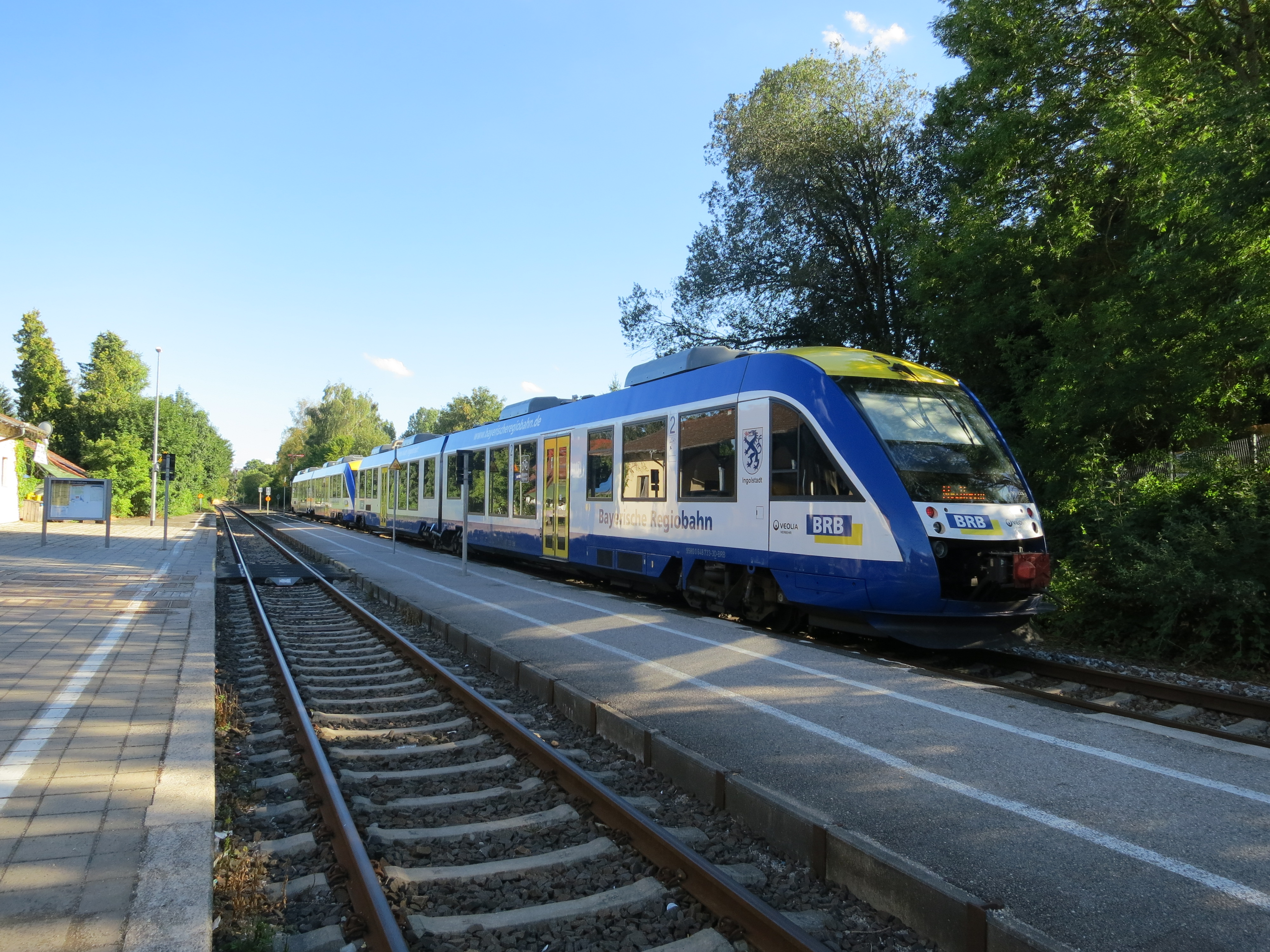
LINT 41 der BRB am Mittelbahnsteig

Seit dem 14. Dezember 2008 verkehren im Stundentakt Züge der Bayerischen Regiobahn (BRB) von Augsburg-Oberhausen nach Weilheim oder Schongau, die mit Dieseltriebwagen des Typs LINT 41 gefahren werden. In der Hauptverkehrszeit setzt die BRB im Stundentakt zusätzliche Verstärkerzüge, teilweise nur zwischen Geltendorf und Peißenberg, ein, die auf diesem Abschnitt einen Halbstundentakt herstellen.

### Güterverkehr
Im Güterverkehr wurden an der Laderampe vor allem landwirtschaftliche Produkte und Vieh verladen. Bis in die 1960er Jahre bediente die DB den Bahnhof im Nahgüterverkehr mit einem „Sammler“, der an allen Stationen der Strecke Wagen zustellte oder anholte. Bis in die 1980er Jahre gab es noch einzelne Übergabefahrten von Geltendorf nach Schondorf. So führte die DB 1985 monatlich noch fünf Wagen nach Schondorf zu. Ab den 1960er Jahren stellten die Ganzzüge zum Leichtbauplattenwerk der Firma Prix, die bis Anfang der 1990er Jahre über das in Schondorf abzweigende Anschlussgleis fuhren, den größten Teil des Schondorfer Güteraufkommens dar. 2005 wurden Lade- und Anschlussgleis abgebaut. Heute findet am Bahnhof Schondorf kein Güterverkehr mehr statt.